# Luan Campos
Luan de Campos Cristiano da Silva (Marília, 19 marzo 2002) è un calciatore brasiliano, attaccante del Sivasspor.

## Carriera
Nato a Marília, è cresciuto nelle giovanili di Marília, Palmeiras ed Atlético Mineiro. Nel 2023 si è messo in mostra nella Copa São Paulo de Futebol Júnior dove ha trascinato il club di Minas Gerais in finale.
Il 18 agosto 2023 è stato ceduto in prestito con diritto di riscatto alla Portimonense, club della prima divisione portoghese; ha fatto il suo esordio nel club portoghese otto giorni dopo nell'incontro di Primeira Liga pareggiato 1-1 contro l'Arouca.
A fine stagione, dopo una rete in 16 presenze nella prima divisione portoghese, non viene riscattato; successivamente, sempre nella stessa sessione di calciomercato, viene ceduto a titolo temporaneo al Veres Rivne, club della prima divisione ucraina.

## Statistiche

### Presenze e reti nei club
Statistiche aggiornate al 16 novembre 2022.
| Stagione        | Squadra         | Campionato      | Campionato | Campionato | Coppe nazionali | Coppe nazionali | Coppe nazionali | Coppe continentali | Coppe continentali | Coppe continentali | Altre coppe | Altre coppe | Altre coppe | Totale | Totale | Totale |
| Stagione        | Squadra         | Comp            | Pres       | Reti       | Comp            | Pres            | Reti            | Comp               | Pres               | Reti               | Comp        | Pres        | Reti        | Pres   | Reti   |        |
| --------------- | --------------- | --------------- | ---------- | ---------- | --------------- | --------------- | --------------- | ------------------ | ------------------ | ------------------ | ----------- | ----------- | ----------- | ------ | ------ | ------ |
| 2023-2024       | Portimonense    | PL              | 4          | 0          | CP+CdL          | 0               | 0               |                    | -                  | -                  |             | -           | -           | 4      | 0      |        |
| Totale carriera | Totale carriera | Totale carriera | 4          | 0          |                 | 0               | 0               |                    | -                  | -                  |             | -           | -           | 4      | 0      |        |